# Polymixinia
Polymixinia är ett släkte av fjärilar. Polymixinia ingår i familjen mätare.
Kladogram enligt Catalogue of Life:
| Polymixinia | \| \| Polymixinia appositaria \| \| \| \| \| \| Polymixinia decoloraria \| \| \| \| \| \| Polymixinia koreana \| \| \| \| \| \| Polymixinia lidjangina \| \| \| \| |
|             | \| \| Polymixinia appositaria \| \| \| \| \| \| Polymixinia decoloraria \| \| \| \| \| \| Polymixinia koreana \| \| \| \| \| \| Polymixinia lidjangina \| \| \| \| |
|             | Polymixinia appositaria |
|             | |
|             | Polymixinia decoloraria |
|             | |
|             | Polymixinia koreana |
|             | |
|             | Polymixinia lidjangina |
|             | |